# Proechimys cuvieri
Proechimys cuvieri é uma espécie de roedor da família Echimyidae.
Pode ser encontrada na Guiana Francesa, Suriname, Guiana, Venezuela, Brasil e Peru.